# Khalkeío
Khalkeío (Chalkeio) är en ort i Grekland.   Den ligger i prefekturen Nomós Korinthías och regionen Peloponnesos, i den sydöstra delen av landet, 90 km väster om huvudstaden Aten. Khalkeío ligger 433 meter över havet och antalet invånare är 439.
Terrängen runt Khalkeío är kuperad. Runt Khalkeío är det ganska tätbefolkat, med 54 invånare per kvadratkilometer. Närmaste större samhälle är Zevgolateió, 8,5 km nordost om Khalkeío. 